# کاپرونی
کاپرونی (انگلیسی: Caproni) شرکت هوافضای ایتالیایی بود، که در سال ۱۹۵۰ تأسیس شد.